# Micryletta
A Micryletta a kétéltűek (Amphibia) osztályába, valamint a békák (Anura) rendjébe és a szűkszájúbéka-félék (Microhylidae) családjába tartozó nem.

## Előfordulása
A nembe tartozó fajok Délkelet-Ázsiában, Kínában és Tajvanon honosak.

## Rendszerezés
A nembe az alábbi fajok tartoznak:
- Micryletta aishani Das, Garg, Hamidy, Smith, and Biju, 2019
- Micryletta dissimulans Suwannapoom, Nguyen, Pawangkhanant, Gorin, Chomdej, Che, and Poyarkov, 2020
- Micryletta erythropoda (Tarkhnishvili, 1994)
- Micryletta inornata (Boulenger, 1890)
- Micryletta nigromaculata Poyarkov, Nguyen, Duong, Gorin, and Yang, 20
- Micryletta steinegeri (Boulenger, 1909)
- Micryletta sumatrana Munir, Hamidy, Matsui, Kusrini, and Nishikawa, 2020